# Dominik Szoboszlai
Dominik Szoboszlai (AFI: [ˈdɔmɪnɪk ˈsoboslɒi]; Székesfehérvár, 25 ottobre 2000) è un calciatore ungherese, centrocampista del Liverpool e della nazionale ungherese, della quale è capitano.

## Biografia
Suo padre Zsolt era anch'egli un calciatore.

## Caratteristiche tecniche
È un trequartista che può essere schierato anche come mezzala; pur non essendo molto dinamico, è dotato di ottima tecnica individuale e di buon dribbling, ma è abile soprattutto nel tiro dalla distanza e nei calci piazzati.
Con la maglia numero 8 del Liverpool vuole omaggiare il suo idolo ovvero Steven Gerrard e cercare di lasciare il segno con i Reds.

## Carriera

### Club
Liefering e il passaggio al Salisburgo
Esordisce tra i professionisti nella stagione 2017-2018 con il Liefering, club militante nella seconda divisione austriaca. Durante la seconda stagione riporta la rottura del crociato. Dopo 42 presenze e 16 reti, il 16 agosto 2019 passa al Salisburgo. Con il Salisburgo esordisce nella Bundesliga austriaca e a fine stagione conquista il double nazionale. L'anno successivo fa l'esordio nelle coppe europee, in Europa League, e vince un altro double. Nella stagione 2020-2021 esordisce anche in Champions League, segnando 4 gol in 8 presenze tra play-off e fase a gironi.
RB Lipsia
Il 17 dicembre 2020 viene ufficializzato il suo passaggio al RB Lipsia per 22 milioni di euro, con decorrenza dal 1º gennaio 2021; con il club tedesco firma un contratto di quattro anni e mezzo. Il 20 agosto 2021 fa il suo esordio in Bundesliga con la maglia dei Roten Bullen nel successo casalingo contro lo Stoccarda (4-0), mettendo a segno una doppietta. Il 7 dicembre dello stesso anno, in occasione della gara di UEFA Champions League vinta contro il Manchester City (2-1), mette a segno una rete che gli permette di diventare il calciatore ungherese con più reti realizzate nella massima competizione europea (5).
Liverpool
Il 2 luglio 2023 viene ufficializzato il suo passaggio dal Lipsia al Liverpool per 70 milioni di euro. Esordisce con i Reds il 13 agosto successivo, nella prima di campionato pareggiata contro il Chelsea. Il 3 settembre segna la sua prima rete con i nuovi colori, nella vittoria ad Anfield per 3-0 ai danni del Aston Villa. Vince la Efl Cup, il suo primo trofeo con i Reds, totalizzando 3 presenze con 2 goal e non giocando però la fase finale a causa di un infortunio.
Nel corso della stagione 2024-2025 mette a segno 6 goal e 7 assist in 36 partite di Premier League, contribuendo cosi alla vittoria del suo primo campionato inglese. Con questo titolo diventa il primo calciatore ungherese ad aver vinto la Premier League.

### Nazionale
Esordisce nella nazionale ungherese il 21 marzo 2019 a 18 anni e mezzo nella sfida di qualificazione a Euro 2020 (persa 2-0) contro la Slovacchia. Sempre contro gli slovacchi, al ritorno, realizza la sua prima rete con la selezione magiara, che comunque ha perso 1-2.
Il 12 novembre 2020 durante i minuti finali di Ungheria-Islanda segna il gol che sancisce la qualificazione agli Europei 2020, non riuscendo tuttavia a parteciparvi a causa di un infortunio all'inguine. Fa il suo ritorno in nazionale il 3 settembre 2021, segnando la rete del definitivo 1-0 nella partita di Nations League contro la Turchia.
Nell'edizione 2024-2025 della Nations League, segna una doppietta ottenendo la vittoria per 2-0 contro la Bosnia ed Erzegovina.

## Statistiche

### Presenze e reti nei club
Statistiche aggiornate al 16 agosto 2025.
| Stagione          | Squadra           | Campionato        | Campionato | Campionato | Coppe nazionali | Coppe nazionali | Coppe nazionali | Coppe continentali | Coppe continentali | Coppe continentali | Altre coppe | Altre coppe | Altre coppe | Totale | Totale |
| Stagione          | Squadra           | Comp              | Pres       | Reti       | Comp            | Pres            | Reti            | Comp               | Pres               | Reti               | Comp        | Pres        | Reti        | Pres   | Reti   |
| ----------------- | ----------------- | ----------------- | ---------- | ---------- | --------------- | --------------- | --------------- | ------------------ | ------------------ | ------------------ | ----------- | ----------- | ----------- | ------ | ------ |
| 2017-2018         | Liefering         | EL                | 33         | 10         | CA              | 0               | 0               | -                  | -                  | -                  | -           | -           | -           | 33     | 10     |
| 2018-2019         | Liefering         | ZL                | 9          | 6          | CA              | 0               | 0               | -                  | -                  | -                  | -           | -           | -           | 9      | 6      |
| Totale Liefering  | Totale Liefering  | Totale Liefering  | 42         | 16         |                 | -               | -               |                    | -                  | -                  |             | -           | -           | 42     | 16     |
| 2019-2020         | Salisburgo        | BL                | 28         | 9          | CA              | 6               | 2               | UCL+UEL            | 5+3                | 1+0                | -           | -           | -           | 42     | 12     |
| 2020-2021         | Salisburgo        | BL                | 28         | 7          | CA              | 5               | 3               | UCL                | 8                  | 4                  | -           | -           | -           | 41     | 14     |
| Totale Salisburgo | Totale Salisburgo | Totale Salisburgo | 56         | 16         |                 | 11              | 5               |                    | 16                 | 5                  |             | -           | -           | 83     | 26     |
| 2021-2022         | Lipsia            | BL                | 31         | 6          | CG              | 5               | 2               | UCL+UEL            | 4+5                | 2+0                | -           | -           | -           | 45     | 10     |
| 2022-2023         | Lipsia            | BL                | 31         | 6          | CG              | 6               | 3               | UCL                | 8                  | 1                  | SG          | 1           | 0           | 46     | 10     |
| Totale RB Lipsia  | Totale RB Lipsia  | Totale RB Lipsia  | 62         | 12         |                 | 11              | 5               |                    | 17                 | 3                  |             | 1           | 0           | 91     | 20     |
| 2023-2024         | Liverpool         | PL                | 33         | 3          | FACup+CdL       | 2+3             | 0+2             | UEL                | 7                  | 2                  | -           | -           | -           | 45     | 7      |
| 2024-2025         | Liverpool         | PL                | 36         | 6          | FACup+CdL       | 1+3             | 0+1             | UCL                | 9                  | 1                  | -           | -           | -           | 49     | 8      |
| 2025-2026         | Liverpool         | PL                | 1          | 0          | FACup+CdL       | 0+0             | -               | UCL                | 0                  | 0                  | CS          | 1           | 0           | 2      | 0      |
| Totale Liverpool  | Totale Liverpool  | Totale Liverpool  | 70         | 9          |                 | 9               | 3               |                    | 16                 | 3                  |             | 1           | 0           | 96     | 15     |
| Totale carriera   | Totale carriera   | Totale carriera   | 230        | 53         |                 | 31              | 13              |                    | 49                 | 11                 |             | 2           | 0           | 312    | 77     |

### Presenze e reti in nazionale
| Cronologia completa delle presenze e delle reti in nazionale ― Ungheria | Cronologia completa delle presenze e delle reti in nazionale ― Ungheria | Cronologia completa delle presenze e delle reti in nazionale ― Ungheria | Cronologia completa delle presenze e delle reti in nazionale ― Ungheria | Cronologia completa delle presenze e delle reti in nazionale ― Ungheria | Cronologia completa delle presenze e delle reti in nazionale ― Ungheria | Cronologia completa delle presenze e delle reti in nazionale ― Ungheria | Cronologia completa delle presenze e delle reti in nazionale ― Ungheria |
| Data                                                                    | Città                                                                   | In casa                                                                 | Risultato                                                               | Ospiti                                                                  | Competizione                                                            | Reti                                                                    | Note                                                                    |
| ----------------------------------------------------------------------- | ----------------------------------------------------------------------- | ----------------------------------------------------------------------- | ----------------------------------------------------------------------- | ----------------------------------------------------------------------- | ----------------------------------------------------------------------- | ----------------------------------------------------------------------- | ----------------------------------------------------------------------- |
| 21-3-2019                                                               | Trnava                                                                  | Slovacchia                                                              | 2 – 0                                                                   | Ungheria                                                                | Qual. Euro 2020                                                         | -                                                                       | 54’                                                                     |
| 24-3-2019                                                               | Budapest                                                                | Ungheria                                                                | 2 – 1                                                                   | Croazia                                                                 | Qual. Euro 2020                                                         | -                                                                       | 65’                                                                     |
| 8-6-2019                                                                | Baku                                                                    | Azerbaigian                                                             | 1 – 3                                                                   | Ungheria                                                                | Qual. Euro 2020                                                         | -                                                                       | 28’ 58’                                                                 |
| 11-6-2019                                                               | Budapest                                                                | Ungheria                                                                | 1 – 0                                                                   | Galles                                                                  | Qual. Euro 2020                                                         | -                                                                       | 83’                                                                     |
| 9-9-2019                                                                | Budapest                                                                | Ungheria                                                                | 1 – 2                                                                   | Slovacchia                                                              | Qual. Euro 2020                                                         | 1                                                                       | 6’                                                                      |
| 13-10-2019                                                              | Budapest                                                                | Ungheria                                                                | 1 – 0                                                                   | Azerbaigian                                                             | Qual. Euro 2020                                                         | -                                                                       | 76’                                                                     |
| 15-11-2019                                                              | Budapest                                                                | Ungheria                                                                | 1 – 2                                                                   | Uruguay                                                                 | Amichevole                                                              | -                                                                       | 68’                                                                     |
| 19-11-2019                                                              | Cardiff                                                                 | Galles                                                                  | 2 – 0                                                                   | Ungheria                                                                | Qual. Euro 2020                                                         | -                                                                       |                                                                         |
| 3-9-2020                                                                | Sivas                                                                   | Turchia                                                                 | 0 – 1                                                                   | Ungheria                                                                | UEFA Nations League 2020-2021 - 1º turno                                | 1                                                                       |                                                                         |
| 6-9-2020                                                                | Budapest                                                                | Ungheria                                                                | 2 – 3                                                                   | Russia                                                                  | UEFA Nations League 2020-2021 - 1º turno                                | -                                                                       | 82’                                                                     |
| 12-11-2020                                                              | Budapest                                                                | Ungheria                                                                | 2 – 1                                                                   | Islanda                                                                 | Qual. Euro 2020                                                         | 1                                                                       |                                                                         |
| 15-11-2020                                                              | Budapest                                                                | Ungheria                                                                | 1 – 1                                                                   | Serbia                                                                  | UEFA Nations League 2020-2021 - 1º turno                                | -                                                                       | 78’                                                                     |
| 2-9-2021                                                                | Budapest                                                                | Ungheria                                                                | 0 – 4                                                                   | Inghilterra                                                             | Qual. Mondiali 2022                                                     | -                                                                       |                                                                         |
| 5-9-2021                                                                | Elbasan                                                                 | Albania                                                                 | 1 – 0                                                                   | Ungheria                                                                | Qual. Mondiali 2022                                                     | -                                                                       |                                                                         |
| 8-9-2021                                                                | Bucarest                                                                | Ungheria                                                                | 2 – 1                                                                   | Andorra                                                                 | Qual. Mondiali 2022                                                     | -                                                                       | 46’                                                                     |
| 9-10-2021                                                               | Budapest                                                                | Ungheria                                                                | 0 – 1                                                                   | Albania                                                                 | Qual. Mondiali 2022                                                     | -                                                                       |                                                                         |
| 12-10-2021                                                              | Londra                                                                  | Inghilterra                                                             | 1 – 1                                                                   | Ungheria                                                                | Qual. Mondiali 2022                                                     | -                                                                       | 90’ 90+2’                                                               |
| 12-11-2021                                                              | Budapest                                                                | Ungheria                                                                | 4 – 0                                                                   | San Marino                                                              | Qual. Mondiali 2022                                                     | 2                                                                       | 85’                                                                     |
| 24-3-2022                                                               | Budapest                                                                | Ungheria                                                                | 0 – 1                                                                   | Serbia                                                                  | Amichevole                                                              | -                                                                       |                                                                         |
| 29-3-2022                                                               | Belfast                                                                 | Irlanda del Nord                                                        | 0 – 1                                                                   | Ungheria                                                                | Amichevole                                                              | -                                                                       | 65’                                                                     |
| 4-6-2022                                                                | Budapest                                                                | Ungheria                                                                | 1 – 0                                                                   | Inghilterra                                                             | UEFA Nations League 2022-2023 - 1º turno                                | 1                                                                       | 82’                                                                     |
| 7-6-2022                                                                | Cesena                                                                  | Italia                                                                  | 2 – 1                                                                   | Ungheria                                                                | UEFA Nations League 2022-2023 - 1º turno                                | -                                                                       |                                                                         |
| 11-6-2022                                                               | Budapest                                                                | Ungheria                                                                | 1 – 1                                                                   | Germania                                                                | UEFA Nations League 2022-2023 - 1º turno                                | -                                                                       |                                                                         |
| 14-6-2022                                                               | Wolverhampton                                                           | Inghilterra                                                             | 0 – 4                                                                   | Ungheria                                                                | UEFA Nations League 2022-2023 - 1º turno                                | -                                                                       | 55’                                                                     |
| 23-9-2022                                                               | Lipsia                                                                  | Germania                                                                | 0 – 1                                                                   | Ungheria                                                                | UEFA Nations League 2022-2023 - 1º turno                                | -                                                                       | 85’                                                                     |
| 26-9-2022                                                               | Budapest                                                                | Ungheria                                                                | 0 – 2                                                                   | Italia                                                                  | UEFA Nations League 2022-2023 - 1º turno                                | -                                                                       | 85’                                                                     |
| 17-11-2022                                                              | Lussemburgo                                                             | Lussemburgo                                                             | 2 – 2                                                                   | Ungheria                                                                | Amichevole                                                              | -                                                                       | Cap. 87’                                                                |
| 20-11-2022                                                              | Budapest                                                                | Ungheria                                                                | 2 – 1                                                                   | Grecia                                                                  | Amichevole                                                              | -                                                                       | 46’                                                                     |
| 23-3-2023                                                               | Budapest                                                                | Ungheria                                                                | 1 – 0                                                                   | Estonia                                                                 | Amichevole                                                              | -                                                                       | Cap. 58’ 76’                                                            |
| 27-3-2023                                                               | Budapest                                                                | Ungheria                                                                | 3 – 0                                                                   | Bulgaria                                                                | Qual. Euro 2024                                                         | 1                                                                       | Cap.                                                                    |
| 17-6-2023                                                               | Podgorica                                                               | Montenegro                                                              | 0 – 0                                                                   | Ungheria                                                                | Qual. Euro 2024                                                         | -                                                                       | Cap.                                                                    |
| 20-6-2023                                                               | Budapest                                                                | Ungheria                                                                | 2 – 0                                                                   | Lituania                                                                | Qual. Euro 2024                                                         | -                                                                       | Cap. 89’                                                                |
| 7-9-2023                                                                | Belgrado                                                                | Serbia                                                                  | 1 – 2                                                                   | Ungheria                                                                | Qual. Euro 2024                                                         | -                                                                       | Cap.                                                                    |
| 10-9-2023                                                               | Budapest                                                                | Ungheria                                                                | 1 – 1                                                                   | Rep. Ceca                                                               | Amichevole                                                              | -                                                                       | Cap.                                                                    |
| 14-10-2023                                                              | Budapest                                                                | Ungheria                                                                | 2 – 1                                                                   | Serbia                                                                  | Qual. Euro 2024                                                         | -                                                                       | Cap.                                                                    |
| 17-10-2023                                                              | Kaunas                                                                  | Lituania                                                                | 2 – 2                                                                   | Ungheria                                                                | Qual. Euro 2024                                                         | 1                                                                       | Cap. 56’                                                                |
| 16-11-2023                                                              | Sofia                                                                   | Bulgaria                                                                | 2 – 2                                                                   | Ungheria                                                                | Qual. Euro 2024                                                         | -                                                                       | Cap.                                                                    |
| 19-11-2023                                                              | Budapest                                                                | Ungheria                                                                | 3 – 1                                                                   | Montenegro                                                              | Qual. Euro 2024                                                         | 2                                                                       | Cap. 26’                                                                |
| 22-3-2024                                                               | Budapest                                                                | Ungheria                                                                | 1 – 0                                                                   | Turchia                                                                 | Amichevole                                                              | 1                                                                       | Cap.                                                                    |
| 26-3-2024                                                               | Budapest                                                                | Ungheria                                                                | 2 – 0                                                                   | Kosovo                                                                  | Amichevole                                                              | 1                                                                       | Cap.                                                                    |
| 4-6-2024                                                                | Dublino                                                                 | Irlanda                                                                 | 2 – 1                                                                   | Ungheria                                                                | Amichevole                                                              | -                                                                       | Cap. 65’                                                                |
| 8-6-2024                                                                | Debrecen                                                                | Ungheria                                                                | 3 – 0                                                                   | Israele                                                                 | Amichevole                                                              | -                                                                       | Cap. 57’                                                                |
| 15-6-2024                                                               | Colonia                                                                 | Ungheria                                                                | 1 – 3                                                                   | Svizzera                                                                | Euro 2024 - 1º turno                                                    | -                                                                       | Cap.                                                                    |
| 19-6-2024                                                               | Stoccarda                                                               | Germania                                                                | 2 – 0                                                                   | Ungheria                                                                | Euro 2024 - 1º turno                                                    | -                                                                       | Cap. 90+3’                                                              |
| 23-6-2024                                                               | Stoccarda                                                               | Scozia                                                                  | 0 – 1                                                                   | Ungheria                                                                | Euro 2024 - 1º turno                                                    | -                                                                       | Cap.                                                                    |
| 7-9-2024                                                                | Düsseldorf                                                              | Germania                                                                | 5 – 0                                                                   | Ungheria                                                                | UEFA Nations League 2024-2025 - 1º turno                                | -                                                                       | Cap.                                                                    |
| 10-9-2024                                                               | Budapest                                                                | Ungheria                                                                | 0 – 0                                                                   | Bosnia ed Erzegovina                                                    | UEFA Nations League 2024-2025 - 1º turno                                | -                                                                       | Cap.                                                                    |
| 11-10-2024                                                              | Budapest                                                                | Ungheria                                                                | 1 – 1                                                                   | Paesi Bassi                                                             | UEFA Nations League 2024-2025 - 1º turno                                | -                                                                       | Cap.                                                                    |
| 14-10-2024                                                              | Zenica                                                                  | Bosnia ed Erzegovina                                                    | 0 – 2                                                                   | Ungheria                                                                | UEFA Nations League 2024-2025 - 1º turno                                | 2                                                                       | Cap.                                                                    |
| 16-11-2024                                                              | Amsterdam                                                               | Paesi Bassi                                                             | 4 – 0                                                                   | Ungheria                                                                | UEFA Nations League 2024-2025 - 1º turno                                | -                                                                       | Cap.                                                                    |
| 19-11-2024                                                              | Budapest                                                                | Ungheria                                                                | 1 – 1                                                                   | Germania                                                                | UEFA Nations League 2024-2025 - 1º turno                                | 1                                                                       | cap.                                                                    |
| 20-3-2025                                                               | Istanbul                                                                | Turchia                                                                 | 3 – 1                                                                   | Ungheria                                                                | UEFA Nations League 2024-2025 - Play-off                                | -                                                                       | cap.                                                                    |
| 23-3-2025                                                               | Budapest                                                                | Ungheria                                                                | 0 – 3                                                                   | Turchia                                                                 | UEFA Nations League 2024-2025 - Play-off                                | -                                                                       | cap.                                                                    |
| 6-6-2025                                                                | Budapest                                                                | Ungheria                                                                | 0 – 2                                                                   | Svezia                                                                  | Amichevole                                                              | -                                                                       | Cap. 79’                                                                |
| 10-6-2025                                                               | Baku                                                                    | Azerbaigian                                                             | 1 – 2                                                                   | Ungheria                                                                | Amichevole                                                              | 1                                                                       | cap.                                                                    |
| Totale                                                                  |                                                                         | Presenze                                                                | 55                                                                      |                                                                         | Reti                                                                    | 16                                                                      |                                                                         |

## Palmarès

### Club
- Campionato austriaco: 3

Salisburgo: 2018-2019, 2019-2020, 2020-2021
- Coppa d'Austria: 3

Salisburgo: 2018-2019, 2019-2020, 2020-2021
- Coppa di Germania: 2

Lipsia: 2021-2022, 2022-2023
- Coppa di Lega inglese: 1

Liverpool: 2023-2024
- Campionato inglese: 1

Liverpool: 2024-2025

### Individuale
- Miglior calciatore ungherese dell'anno: 2

2020, 2022
- Miglior calciatore del campionato austriaco: 1

2020